# Basarab Panduru
Basarab Nică Panduru (n. 11 iulie 1970, Mârzănești, România) este un fost fotbalist și antrenor român, care a jucat pentru Echipa națională de fotbal a României la Campionatul Mondial de Fotbal din 1994. În martie 2008 a fost decorat cu Ordinul „Meritul Sportiv” clasa a III-a, pentru rezultatele obținute la turneele finale din perioada 1990-2000 și pentru întreaga activitate. În prezent, el este analist sportiv pentru postul de televiziune Prima Sport.
Este născut în Teleorman, sat Mârzănești. S-a remarcat la echipa satului cu care a câștigat Cupa Teleorman. A jucat apoi la Rulmentul Alexandria, FCM Reșița, Steaua, Benfica, F.C. Porto. În 1999 pleacă în America de Sud la Sport Club Internacional. În 2000 își încheie cariera de fotbalist la SC Salgueiros. A avut puține prezențe la echipa națională a României din cauza concurenței pe post cu Gheorghe Hagi. În anul 2002 își începe cariera de antrenor la FC Timișoara și continuă la FC Vaslui în 2005. Antrenează FC Farul Constanța din 2006 până în 2007 când semnează cu FC Progresul București. La începutul lui 2009 era colaborator permanent al televiziunii GSP TV. Pe 11 septembrie 2009 Panduru a revenit la Steaua unde a fost învestit în funcția de manager sportiv, funcție ocupată înaintea sa de o altă fostă glorie a clubului din Ghencea, Adrian Ilie.